# Линцгау
Линцгау (нем. Linzgau) — историческо-географический регион на юге Германии, в федеральной земле Баден-Вюртемберг.

## География
Регион представляет собой сильно пересечённый ландшафт, сложившийся, в целом, в период плейстоцена, с многочисленными друмлинами эпохи последнего оледенения, и простирается от Боденского озера (на юге) вплоть до Дуная (на севере), и от Хегау (на западе) до реки Шуссен (на востоке).
Климат на юге, вблизи от берега Боденского озера, в основном мягкий, что способствует возделыванию винограда и различных плодово-овощных культур. На севере Линцгау простираются массивные моренные отложения, достигающие высоты более 800 метров над уровнем моря (высшая точка — Хёхстен, 833 м). С другой стороны, для северо-восточных районов Линцгау типичны обширные заболоченные пространства и отдельные озера ледникового происхождения.
Линцгау — в основном, сельскохозяйственный регион с преимущественно небольшими населёнными пунктами. Плотно заселён лишь берег Боденского озера, где также концентрируется индустриальное производство и, в первую очередь, туризм.
Крупнейшие города: Юберлинген, Пфуллендорф и Маркдорф.

## История
Название региона восходит к латинизированному и изначально кельтскому наименованию протекающей здесь реки Ленция (лат. Lentia), впоследствии германизированному в Линцский Аах (нем. Linzer Aach).
Самые ранние задокументированные следы заселения этого региона относятся к среднему каменному веку (8000-5500 гг. до н. э.), а самыми известными и значимыми с археологической точки зрения являются свайные поселения периода неолита на берегу Боденского озера в современном Унтерульдингене (часть Всемирного наследия ЮНЕСКО) и — эпохи бронзового века — на озере Эгельзее в общине Вальд.
Население этой области в VI веке до н. э. определённо считается кельтским, и на основании исследованных погребальных курганов под Салемом и Штеттеном приписывается к поздней гальштаттской культуре.
В I веке до н. э. Линцгау начинает испытывать сильное влияние римской культуры, став около 15 года до н. э. частью Римской империи. Римская колонизация (следы поселений обнаружены под Юберлингеном, Меерсбургом и Острахом) была прервана в позднем III веке н. э., когда регион был заселён алеманнскими племенами (так Аммиан Марцеллин упоминает в IV веке племя ленцианцев (лат. lentienses)).
О Линцгау в период Великого переселения народов и раннего Средневековья почти ничего неизвестно; на основании исключительно скупых археологических находок предполагается лишь, что эта область была слабо заселена и в экономическом смысле малозначима.
В VI веке Линцгау было завоёно франками, и — после создания франкских графств — получило статус гауграфства с центром в замке Альт-Хайлигенберг, располагаясь между Хегау и Аргенгау. В одном из документов Санкт-Галленского аббатства 764 года поименован некий граф Варин (Warin); при этом восточная часть Линцгау периодически называется Шуссенгау.
В 1135 году ландграфство Линцгау перешло в собственность графов фон Хайлигенберг, и в 1277 году — к графам фон Верденберг, которым в 1535 году наследовали Фюрстенберги. При этом в течение Средних веков наименование центра графства, Хайлигенберг, перешло и на само территориальное образование, фактически вытеснив старое название Линцгау.
В XIX веке в результате медиатизации значительная часть бывшего ландграфства отошла Бадену, и имя Линцгау использовалось зачастую как синоним упразднённого в 1973 году округа Юберлинген.
В настоящее время исторический регион Линцгау входит в состав округа Боденское озеро, и частично — в состав округов Равенсбург и Зигмаринген.